# 四式陶製手榴弾

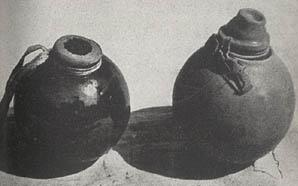

手榴弾四型（しゅりゅうだんよんがた）は、第二次世界大戦（太平洋戦争・大東亜戦争）末期に日本海軍で製造された手榴弾である。通称は四式陶製手榴弾（よんしきとうせいしゅりゅうだん）、陶製手榴弾。

## 開発
第二次世界大戦末期、終戦が近づくにつれて日本国内では連合国軍による爆撃や海上封鎖により、あらゆる物資が不足していた。特に金属資源の不足は深刻で、社会から金属製品の供出を行わなければいけないほどだった（「金属類回収令」を参照）。
日本海軍でも、苦肉の策として、それまで鉄で製造されていた手榴弾の材質に陶磁器を使用し製造に至ったものである。開発は名古屋のある陶器会社が最初であるとされ、その後は有田や波佐見といった瀬戸物生産で有名な地域で量産が行われるようになった（確実な生産地については手榴弾の項目を参照）。ただこれらは手榴弾本体の製造にとどまるため、内部に充填する火薬や信管など起爆装置の部分は、埼玉県の陸軍造兵廠川越製造所とその下請け工場である浅野カーリット埼玉工場で1944年夏頃から製造された。

## 設計
構造は基本的に手榴弾の弾体部分の材料に陶磁器を使用し、その中に八八式爆薬（カーリット）を詰めたごく簡単な作りになっている。形状は、手投げの毒ガス弾（ちび）などをモデルにした球形のものと、鉄製の手榴弾を模したものがあった。
発火方式には、発煙筒同様の摩擦発火式を採用。手榴弾上部にある信管には、防水の目的からゴム製のキャップが取り付けられた。弾体自身も陶磁器のため、破損・水の浸透・取り落としなどの防止の目的から薄いゴム袋で覆われていた。
使用方法は、信管に取り付けられているゴム製キャップを取り外し、内蓋である木製の摩擦板を取って裏返す。次に裏返した面に塗られた摩擦剤で導火線先端に付けられた点火剤を摩擦することによって点火し投擲を行う。これは自動車に装備されている発炎筒の発火要領とほぼ同じである。当然ながら陶器製の外殻では火薬の爆発に耐えられず直ぐに破れてしまうため、炸裂時に生成される破片の速度が上がらず殺傷力が金属製の手榴弾より劣っていた。製造に従事した者も「これが実戦用兵器か」と動揺したという。

## 運用
硫黄島の戦いや沖縄戦に投入され、硫黄島や沖縄で不発弾が採集されている。
終戦の段階で、浅野カーリット埼玉工場だけで600トンの未完成品があった。

## 類似兵器
地雷には金属探知機に探知されない非金属性地雷として、弾体に陶器を用いた三式地雷甲が製造された。浅野カーリット埼玉工場では、三式地雷甲も製造されていた。大日本帝国陸軍の化学兵器のちび弾も陶製手榴弾と類似の容器だったようである。
他国においても物資の不足などを理由とした代替品による手榴弾の製造例がある。ソビエト連邦の陶製手榴弾、ナチスドイツのコンクリート製手榴弾や、金属製の外殻を持たないニポリト製手榴弾等がある。

## 戦後
埼玉県さいたま市・川越市を流れるびん沼川には、終戦後、浅野カーリット埼玉工場で製造中だった大量の四式陶製手榴弾が投棄された。75年以上経過した2022年現在でも、川底や河原に多数の陶製手榴弾の陶片が残ったままとなっている。元従業員によると、破砕した手榴弾を自宅の庭に撒いたり、庭の花壇に弾体を流用したりしたという。
2006年には、川越南ビデオクラブによって、浅野カーリット埼玉工場の元従業員の証言映像集『陶製手榴弾』が製作された。